# Facultad de Ciencias de la Documentación (Universidad Complutense de Madrid)
La Facultad de Ciencias de la Documentación de la Universidad Complutense de Madrid (UCM) proporciona formación universitaria en el ámbito de las ciencias de la documentación. Los alumnos titulados en la facultad están capacitados para trabajar en bibliotecas, archivos y centros de documentación, así como en la organización de contenidos web y en la gestión de servicios de información a través de internet. Su festividad es el 23 de abril, Día Internacional del Libro.
La actual Facultad es heredera de una larga tradición de estudios en el ámbito de los estudios de la archivística y la biblioteconomía, que se remonta al año 1856. Fue en este año cuando se creó la Escuela Superior de Diplomática, institución educativa del Estado que, tras su desaparición en 1900, se integró en la entonces Universidad de Madrid, desde 1970 Universidad Complutense de Madrid. El edificio también fue la sede de la Escuela Normal Pablo Montesino, desde 1960 hasta 1995, cuando fue absorbida por la Facultad de Educación.
A finales de los años 80 del siglo XX se aprobó el área de conocimiento de Biblioteconomía y Documentación, dándose entonces los pasos para la creación en toda España de escuelas universitarias en dichas disciplinas. Entre 1990 y 1991 la Universidad Complutense aprobó la creación de una de ellas en su seno. Nació así, en 1990, la Escuela Universitaria de Biblioteconomía y Documentación, que se convirtió en Facultad de Ciencias de la Documentación en 2006. En 2006 la recién creada Facultad conmemoró el 150 aniversario de la fundación de la Escuela Superior de Diplomática (1856-2006).
Edita, desde 1991, la Revista General de Información y Documentación, que recoge trabajos de investigación relacionados con las ciencias de la documentación generados en la escuela (hasta agosto de 2006) y en la facultad (desde septiembre de 2006) y fuera de ella.

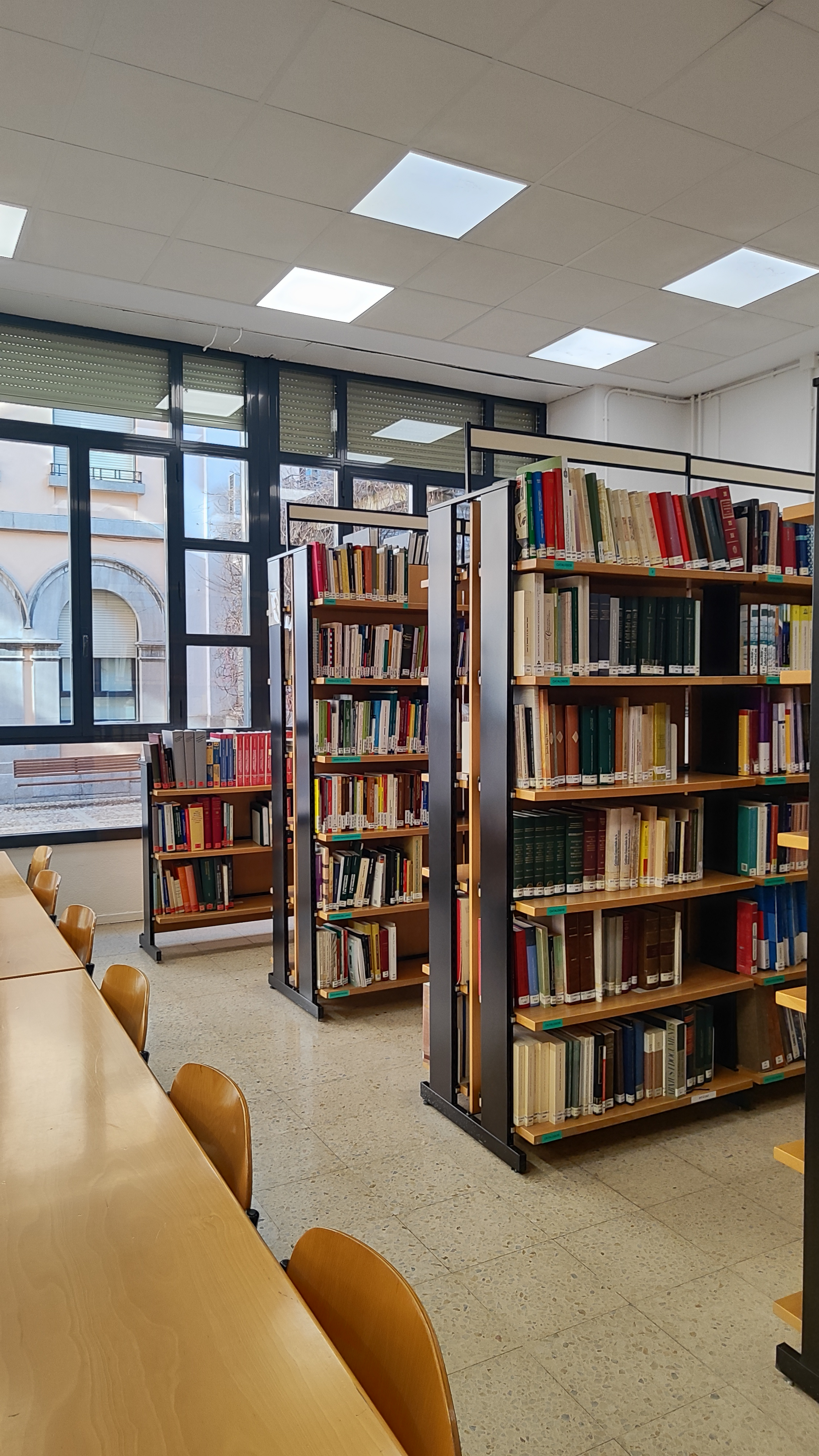
Biblioteca de Ciencias de la Documentación

Desde 1992, la facultad organiza anualmente unas jornadas que en cada nueva edición profundizan en un tema de interés bibliotecario, documental o archivístico. Hasta su 25.ª edición, en 2006, se denominaron Jornadas EUBD (porque eran las jornadas de la Escuela Universitaria de Biblioteconomía y Documentación). A partir de la 26.ª edición, en 2007, cuando el centro ya se denominaba Facultad de Ciencias de la Documentación, pasaron a denominarse Jornadas FADOC.
Su biblioteca está especializada en archivística, bibliografía, biblioteconomía, documentación, historia del libro y de la imprenta y otras materias afines. Ofrece en torno a 9000 libros y está suscrita a 75 títulos de publicaciones periódicas. 

## Estudios

### Programas de título de grado
- Grado en Información y Documentación.[14]

### Programas de máster
- Máster Universitario en Gestión de la Documentación, Bibliotecas y Archivos.
- Máster Universitario Documentación Fotográfica. Recuperación, Tratamiento y Difusión.
- Máster Universitario en Libro Antiguo y Patrimonio Bibliográfico.

### Programas de doctorado
- Doctorado en Ciencias de la Documentación.

### Colaboración en otros programas
- Grado en Musicología.
- Máster en Patrimonio Histórico Escrito.

## Departamentos
- Departamento de Biblioteconomía y Documentación.[15]

## Decanos
El cambio jurídico del centro producido en 2006, transformándose de escuela universitaria en facultad, también propició el cambio en la dirección del centro, pasando de director a decano.
- José López Yepes (1990-1998). Director de Escuela.
- Luis Fernando Ramos Simón (1998-2002). Director de Escuela.
- Pedro López López (2002-2005). Director de Escuela.
- Luis Fernando Ramos Simón (2005-2011). Decano.
- José María de Francisco Olmos (2011-2015). Decano.
- José Luis Gonzalo Sánchez-Molero (2015-2024).Decano.
- María Olivera Zaldua (2024-).Decana.